# معدل الإنتاجية (اتصالات)
بصفة عامة، الإنتاجية هي الحد الأقصى لمعدل الإنتاج أو المعدل الأقصى الذي يمكن فيه معالجة شيء ما.
معدل الإنتاجية (بالإنجليزية:  Throughput)‏ في شبكات الاتصالات هو معدل التوصيل الناجح للرسائل عن طريق قناة تواصل. معدل الإنتاجية يقاس عادة بوحدة بت في الثانية وهو يعبر عن سرعة قناة التواصل. يتأثر معدل الإنتاجية بعدة عوامل ضمنها: قدرات النظام التناظري المستخدم في الاتصال وسعة المعالجة المتاحة للاتصال. يختلف معدل الإنتاجية عن معدل الإنتاجية الجيد والذي يعبر عن معدل توصيل الناجح المفيد للرسائل حيث يستثنى من المعدل تكلفة البروتوكولات المستخدمة مثل الترويسة.
وتكون إنتاجية النظام أو الإنتاج الكلي  مجموع معدلات البيانات التي يتم تسليمها إلى جميع الاطراف في شبكة. [1] والإنتاجية مرادفة أساساً لاستهلاك النطاق الرقمي؛ والتي  يمكن تحليلها رياضيا من خلال تطبيق نظرية الطابور، حيث يشار إلى حمولة الحزم في وحدة الزمن بأنها معدل الوصول (λ)، ويشار إلى الإنتاجية، في الحزم في وحدة الزمن، بأنها معدل المغادرة (μ).
وقد تتأثر إنتاجية نظام الاتصالات بعوامل مختلفة، بما في ذلك محدودية الوسط المادي التناظري الأساسي، وقوة المعالجة المتاحة لمكونات النظام، وسلوك المستعمل النهائي. عندما يؤخذ اختلاف بروتوكول في عين الاعتبار، يمكن أن يكون معدل نقل البيانات المفيد  أقل بكثير من الإنتاجية القصوى التي يمكن تحقيقها. 
الحد الأقصى من الإنتاجية
وكثيرا ما يهتم مستخدمو أجهزة الاتصالات ومصممي النظم والباحثين في نظرية الاتصالات بمعرفة الأداء المتوقع للنظام. من منظور المستخدم، غالبا ما يتم صياغته على أنه «أي جهاز سيحصل على البيانات الخاصة بي بشكل أكثر فعالية لاحتياجاتي؟»، أو «أي جهاز سيوفر أكبر قدر من البيانات لكل وحدة تكلفة؟». كثيرا ما يهتم مصممو النظم باختيار أكثر اساليب البناء فعالية في التصميم أو التصميم في نظام ما، الأمر الذي يقوم بدفع أدائه النهائي. وفي معظم الحالات يكون المعيار امكانية النظام أو «أدائه الأقصى» وهذا الذي يهم المستخدم أو المصمم. عند دراسة حالة الانتاجية، يستعمل المصطلح  الإنتاجية القصوى كثيرا عندما تناقش اختبارات الإنتاجية القصوى للمستخدم النهائي بالتفصيل.
 وتكون الإنتاجية القصوى مرادفة أساسا لقدرة النطاق الرقمي.
هناك أربع قيم مختلفة لها معنى في سياق «الإنتاجية القصوى»، وتستخدم في مقارنة الأداء المفاهيمي «الحد الأعلى» لأنظمة متعددة. فهي «الإنتاجية النظرية القصوى»، «الحد الاقصى من الإنتاجية التي يمكن تحقيقها»، و «ذروة قياس الإنتاجية» و «الإنتاجية المستدامة القصوى». وهي تمثل كميات مختلفة، ويجب توخي الحذر في استخدام نفس التعاريف عند مقارنة مختلف قيم «الإنتاجية القصوى».
وتعتمد مقارنة قيم الإنتاجية أيضا على كل (بتّ) تحمل نفس المقدار من المعلومات. ضغط البيانات قد يسبب انحراف كبيرفي حساب الإنتاجية، بما في ذلك توليد قيم أكبر من 100٪. وإذا كان الاتصال بين عقد متداخلة بعدة روابط في سلسلة بمعدلات بتات مختلفة، فإن الحد الأقصى لمعدل الإجمالية للرابط أقل من أو يساوي أدنى معدل بتات في السلسلة كلها.
الحد الأقصى من الإنتاجية النظرية
ويرتبط هذا العدد ارتباطا وثيقا بسعة القناة في النظام [2] ، وهو أكبر قدر ممكن من البيانات التي يمكن إرسالها في ظروف مثالية. وفي بعض الحالات يتم الإبلاغ عن هذا الرقم على أنه يساوي قدرة القناة، على الرغم من أن هذا يمكن أن يكون خادعا، حيث أن تكنولوجيات الأنظمة ذات البيانات الغير معبأة في الحزم (غير المتزامنة) هي وحدها التي يمكن أن تحقق ذلك دون ضغط البيانات. ويتم الإبلاغ عن الإنتاج النظري الأقصى بدقة أكبر ليأخذ في عين  الاعتبار الشكل والمواصفات العامة مع افتراض أفضل حالة. وهذا الرقم، يرتبط ارتاطا وثيقا مع مصطلح «أقصى قدر ممكن من الإنتاجية القابلة للتحقيق»، يستخدم أساسا كقيمة محسوبة تقريبية، مثل تحديد القيود على الأداء المحتمل في مرحلة مبكرة من تصميم النظام.
الإنتاجية المتناظرة
تعبر عن القيمة الإنتاجية المتناظرة (عرض النطاق الرقمي الغير متزامن) لشبكة اتصالات المستخدمة أسلوب الحزم عن الإنتاجية القصوى، عندما يقترب الحمل الوارد على الشبكة من اللانهاية، إما بسبب حجم الرسالة عند اقترابه من الما لا نهاية [3] أو ان عدد مصادرالبيانات كبير جدا. تقاس الإنتاجية المتناظرة بعدد بتات في الثانية (بت / ث) ونادرا ما تكون بعدد البايتات لكل ثانية (بايت / ث).
عادة ما يتم تقدير الإنتاجية المتناظرة عن طريق إرسال أو محاكاة رسالة كبيرة جدا (تسلسل حزم البيانات) من خلال الشبكة، وذلك باستخدام مصدر الجشع ولا يمتلك آلية تحكم في التدفق، وقياس الإنتاجية في مسار الشبكة في عقدة الوجهة. قد تؤدي حركة مرور بين مصادر أخرى إلى تقليل الحد الأقصى لمسار شبكة الاتصال. بدلا من ذلك، قد يكون نموذجا كبيرا من المصادر والمصارف على غرار، مع أو بدون تحكم في التدفق، ويقاس إجمالي الإنتاجية القصوى للشبكة (مجموع حركة المرور الواصلة إلى وجهاتها). في نموذج محاكاة الشبكة مع طوابير حزم لانهائية، تحدث الإنتاجية المتناظرة عندما يكون وقت الاستجابة (زمن انتظار الحزمة) إلى ما لا نهاية، في حين أن طوابير الحزم محدودة أو أن الشبكة هي شبكة متعددة الإفلات مع  العديد من المصادر، وبعض التصادمات قد يحدث، فإن معدل إفلات الحزم يقترب من 100٪.
فضلا عن استخدامه في نمذجة الشبكة العامة، يتم استخدام الإنتاجية المتناظرة في نمذجة الأداء على أنظمة الكمبيوتر المتوازية بشكل كبير، حيث يعتمد تشغيل النظام بشكل كبير على الاتصالات العامة، فضلا عن أداء المعالج. [5] في هذه التطبيقات، يتم استخدام الإنتاجية المتناظرة في شو وهوانغ نموذج (أكثر عمومية من نهج هوكني) الذي يتضمن عدد المعالجات، بحيث كل من وقت الاستجابة والإنتاجية المتناظرة هي وظائف لعدد من المعالجات. [6]
ذروة قياس الإنتاجية
القيم المذكورة أعلاه نظرية أو محسوبة. قياس الإنتاجية القصوى للذروة يتم بواسطة نظام حقيقي، أو نظام منفذ، أو نظام محاكاة. والقيمة هذه الإنتاجية  تقاس على مدى فترة قصيرة من الزمن؛ رياضيا، وهذا هو الحد الذي اتخذ فيه الإنتاجية عند اقترب الوقت من الصفر. هذا المصطلح مرادف للإنتاجية الفورية. هذا الرقم يفيد النظم التي تعتمد على إرسال بيانات المتدفقة؛ ومع ذلك، بالنسبة للأنظمة ذات دورة العمل العالية، يقل احتمال أن يكون هذا المقياس مفيدا لأداء النظام.
أقصى إنتاجية مستمرة
هذه القيمة هي متوسط الإنتاجية أو التكامل على مدى فترة طويلة (تعتبر أحيانا ما لا نهاية). وبالنسبة لشبكات دورة العمل العالية، من المرجح أن يكون هذا المؤشر هو أدق أداء للنظام. وتعرف الإنتاجية القصوى بأنها الإنتاجية المتناظرة عندما يكون الحمل (كمية البيانات الواردة) كبيرا جدا. وفي أنظمة تبديل الحزم حيث يكون الحمل والإنتاجية مساويا دائما (حيث لا تحدث خسارة الحزم)، يمكن تعريف الإنتاجية الأقصى على أنه الحمل الأدنى في (البتات / ث) الذي يتسبب في أن يصبح وقت التسليم (وقت الاستجابة) غير مستقر ويزيد نحو اللانهاية. ويمكن أيضا أن تستخدم هذه القيمة بصورة مخادعة فيما يتعلق الانتاجية الذروة المقيسة لإخفاء تشكيل الحزم.
استخدام القناة وكفاءتها
في بعض الأحيان يتم تسوية الإنتاجية وقياسها في النسبة المئوية، ولكن التسوية قد يسبب الارتباك فيما يتعلق النسبة المئوية المتعلقة. استخدام القناة، وكفاءة القناة ومعدل انخفاض الحزمة في النسبة المئوية هي مصطلحات أقل غموضا.
وكفاءة القناة، التي تعرف أيضا بكفاءة استخدام عرض النطاق، هي النسبة المئوية لمعدل البت الصافي (بتة / ثانية) لقناة اتصالات رقمية التي تذهب إلى الإنتاجية الفعلية التي تم تحقيقها.
استخدام القناة بدلا من ذلك مصطلح يتعلق باستخدام القناة بغض النظر عن الإنتاجية. وهو لا يتعلق فقط    في بتات البيانات ولكن أيضا مع النفقات العامة التي تجعل من استخدام القناة. وتتألف النفقات العامة للإرسال من تسلسل التمهيد، وتعريف الحزم، ورؤؤس الإطار. تفترض التعريفات قناة بلا ضوضاء. وبخلاف ذلك، لن تكون الإنتاجية مرتبطة فقط بطبيعة (كفاءة) البروتوكول بل أيضا بعمليات إعادة الإرسال الناجمة عن نوعية القناة. وفي نهج مبسط، يمكن أن تكون كفاءة القناة مساوية لاستعمال القناة بافتراض أن تعريف حزم مساوي للصفر وأن مقدم الاتصال لن يرى ان عرض النطاق يتعلق بإعادة الإرسال أو الإطار. ولذلك، فإن بعض النصوص تشير إلى اختلاف بين استخدام القناة وكفاءة البروتوكول.
وفي رابط اتصال من نقطة إلى نقطة أو من نقطة إلى عدة نقاط، حيث يكون طرف واحد فقط يرسل، تكون الإنتاجية القصوى مكافئة في كثير من الأحيان لمعدل البيانات الفيزيائية (قدرة القناة) أو قريبة جدا منها، لأن استعمال القناة يمكن أن يكون تقريبا 100٪ في مثل هذه الشبكة، باستثناء فجوة صغيرة بين الإطار.
العوامل المؤثرة على الإنتاجية
إنتاجية نظام الاتصالات محدودة بعدد كبير من العوامل. يتم وصف بعض هذه العوامل أدناه:
القيود التناظرية
وتتأثر الإنتاجية القصوى التي يمكن تحقيقها (قدرة القناة) بعرض النطاق في هرتز ونسبة الإشارة إلى الضوضاء في الوسط المادي التناظري.
على الرغم من البساطة المفاهيمية للمعلومات الرقمية، جميع الإشارات الكهربائية التي تنتقل عبر الأسلاك هي التناظرية. القيود التناظرية من الأنظمة السلكية أو اللاسلكية توفر حتما الحد الأعلى من كمية المعلومات التي يمكن إرسالها. المعادلة المهيمنة هنا هي نظرية شانون هارتلي، والقيود التناظرية من هذا النوع يمكن فهمها على أنها عوامل تؤثر على عرض النطاق الترددي للإشارة أو كعوامل تؤثر على نسبة الإشارة إلى الضوضاء. عرض النطاق الترددي للأنظمة السلكية يمكن أن يكون في الواقع ضيق بشكل مستغرب، مع عرض النطاق الترددي لسلك إيثرنت تقتصر على حوالي 1 غيغا هرتز، وتتبع ثنائي الفينيل متعدد الكلور محدودة بمبلغ مماثل.
تأثير القشرة: كلما يزيد التردد، الشحنات الكهربائية تهاجر إلى حواف الأسلاك أو كابل. وهذا يقلل من منطقة المقطع العرضي الفعال المتاحة لنقل التيار، وزيادة المقاومة والحد من إشارة إلى نسبة الضوضاء.
الإنهاء والرنين: بالنسبة للأسلاك الطويلة (أسلاك أطول من 1/6 أطوال موجية يمكن اعتبارها طويلة) يجب أن تكون نموذجا كخطوط نقل وإنهاء الإنهاء في الاعتبار. وما لم يتم ذلك، سوف تنعكس الإشارات المنعكسة ذهابا وإيابا عبر السلك، وتتدخل إيجابا أو سلبا مع الإشارة التي تحمل المعلومات. [10]
تأثيرات القناة اللاسلكية: بالنسبة إلى الأنظمة اللاسلكية، فإن جميع الآثار المرتبطة بالتردد اللاسلكي تحد من نسبة الإشارة إلى الضوضاء (SNR) وعرض النطاق الترددي للإشارة المستقبلة، وبالتالي الحد الأقصى لعدد البتات التي يمكن إرسالها.